# 布朗多内
布朗多内（法語：Brandonnet，法語發音：[bʁɑ̃dɔnɛ]）是法国阿韦龙省的一个市镇，属于鲁埃格自由城区。

## 地理
布朗多内（44°23'16"N, 2°8'7"E）面积12.22 平方千米，位于法国奧克西塔尼大區阿韦龙省，该省份为法国南部内陆省份，位于法國中央高原南部，北起顺时针与康塔爾省、洛泽尔省、加尔省、埃罗省、塔恩省、塔恩-加龙省和洛特省接壤。
与布朗多内接壤的市镇（或旧市镇、城区）包括：孔波利巴、下塞加拉、马勒维尔。

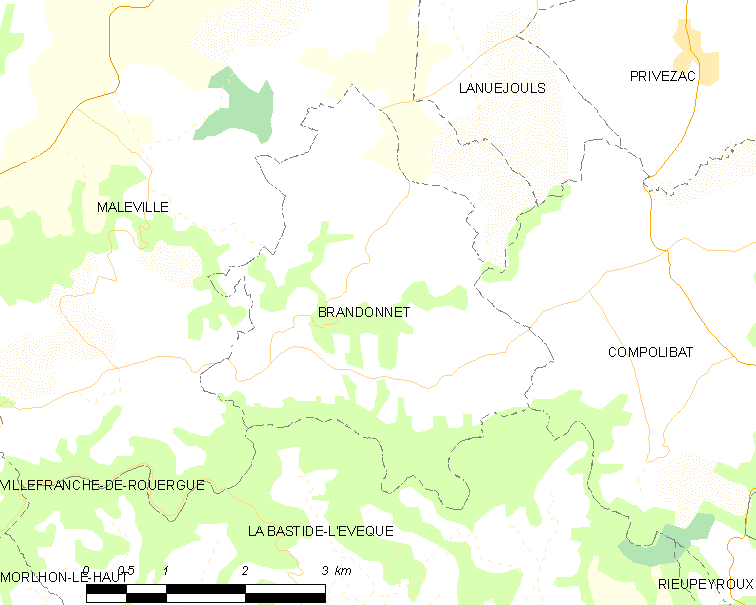
布朗多内的OSM定位图

布朗多内的时区为UTC+01:00、UTC+02:00（夏令时）。

## 行政
布朗多内的邮政编码为12350，INSEE市镇编码为12034。

## 政治
布朗多内所属的省级选区为维勒讷瓦-维勒弗朗舒瓦县。

## 人口

1962-2008年间布朗多内人口变化图示

布朗多内于2022年1月1日时的人口数量为291人。